# Alexander Windsor
Alexander Windsor, comte d'Ulster, né le 24 octobre 1974 à Londres, est un membre de la famille royale, ancien major de l'armée britannique.

## Biographie

### Famille
Arrière-petit-fils du roi Georges V du Royaume-Uni, il est le seul fils du prince Richard, 2e duc de Gloucester, cousin germain de la reine Élisabeth II, et de la duchesse née Birgitte van Deurs. En tant qu'héritier du duc, il porte le titre de courtoisie de comte d'Ulster, mais il est plus connu sous le pseudonyme d'Alex Ulster. Depuis 2025, il figure à la 33e place dans l'ordre de succession au trône britannique.

### Mariage et descendance
Le 22 juin 2002, il épouse Claire Booth, médecin, avec laquelle il a deux enfants :
- Xan Windsor, baron Culloden, né le 12 mars 2007, héritier en second des titres familiaux.
- Lady Cosima Windsor, née le 20 mai 2010.